# Friedrich Johann Christoph Heinrich von Seebach

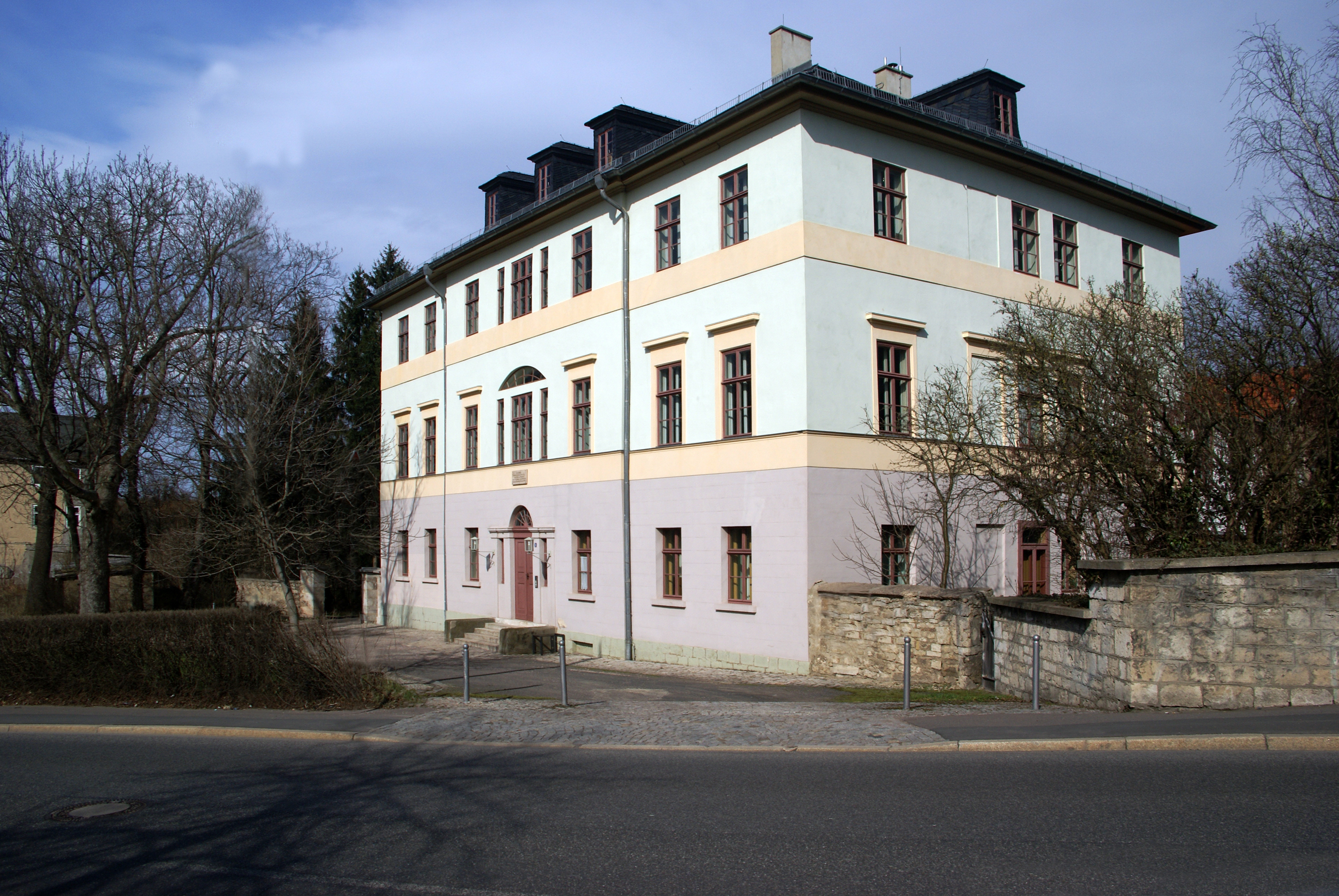
Die von Seebach 1811 erbaute Altenburg in Weimar

Friedrich Johann Christoph Heinrich Freiherr von Seebach (* 17. November 1768 in Eisleben; † 22. Mai 1847 in Weimar) war Oberstallmeister und preußischer Generalmajor.

## Familie
Friedrich von Seebach entstammte der Stedtener Linie der Familie von Seebach. Er war ein Sohn von Alexander Christoph August von Seebach (* 24. November 1735, † 17. März 1811 in Halle) und seiner Ehefrau Albertine Auguste Wilhelmine geb. von Ingersleben (* 13. Mai 1747, † 12. März 1813). Seine jüngste Schwester Charlotte von Ahlefeld geb. von Seebach (1777–1849) war eine ungewöhnlich erfolgreiche Schriftstellerin. Friedrich war verheiratet mit Henriette Sophie Wilhelmine geb. von Stein-Nordheim (* 1773/1774, † 24. November 1817). Das Ehepaar hatte drei überlebende Kinder:
- Amalie Caroline Charlotte Wilhelmine Henriette (1802–1879) heiratete 1821 den Regierungsbeamten Ludwig von Groß und wurde unter dem Namen Amalie Winter als Schriftstellerin bekannt.
- Helene Henriette Friederike heiratete 1829 den Kammerrat Anton Carl Wilhelm Rott.[7]
- Gustav Wilhelm Adolph (* August 1813[8]) wurde Hofmarschall und Oberstleutnant à la suite im Herzogtum Altenburg.[9]

## Leben und Wirken

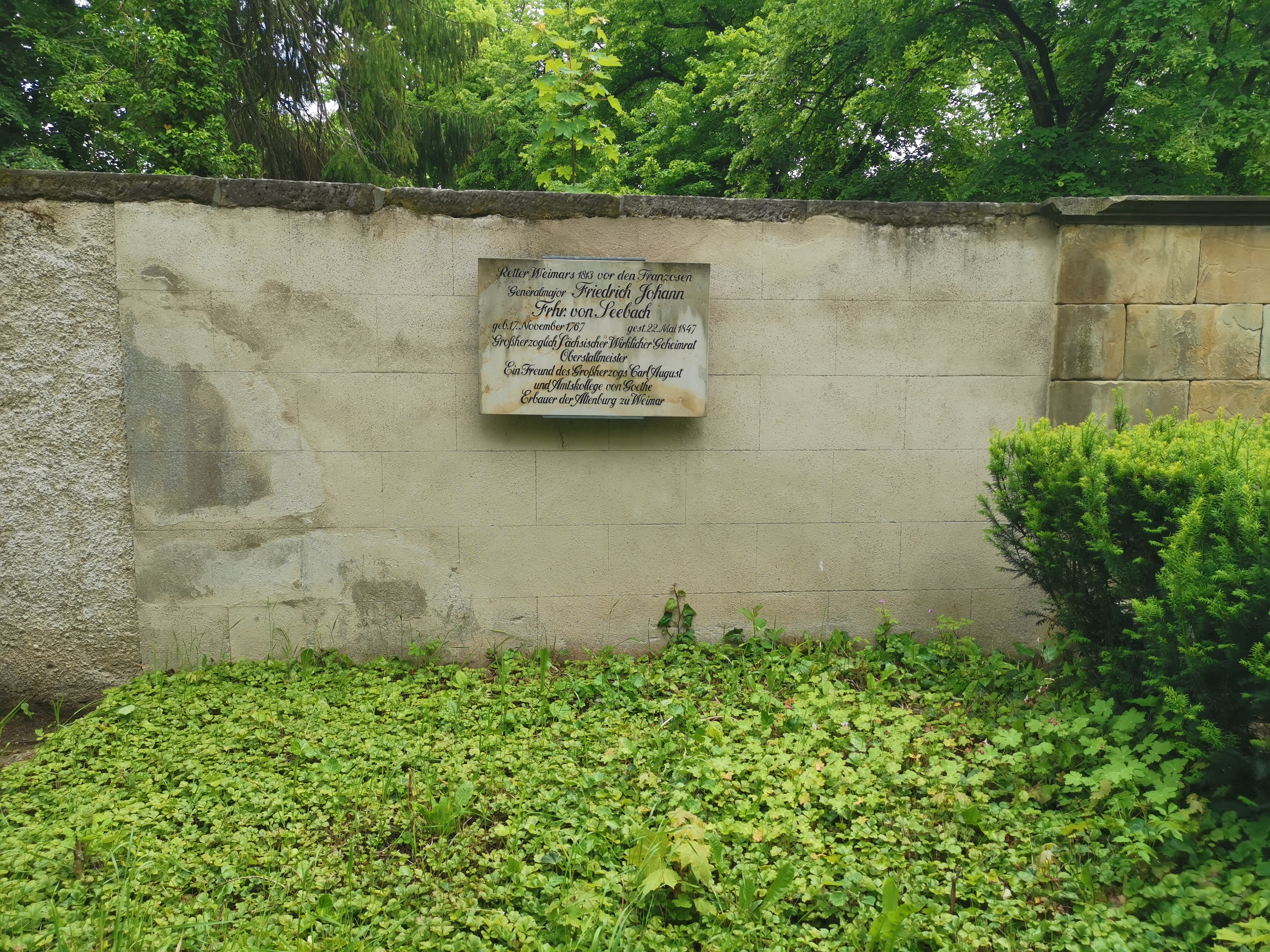
Grabstelle von Friedrich Johann Christoph Heinrich von Seebach auf den Historischen Friedhof in Weimar

Friedrich war ab 1780 (elfjährig) als Page am Fürstlichen Hof in Weimar. Im August 1787 wurde er Hofjunker und Premier-Lieutenant. 1790 war er außerdem Kammerjunker und Stallmeister, 1802 Kammerherr, 1802 Major, 1808 Oberst, 1814 Oberstallmeister und Ende 1815 Generalmajor. Er war Träger hoher Orden.
Friedrich ließ ab 1810 die Altenburg in Weimar errichten, welche später besonders durch Franz Liszt zu einem Zentrum des Weimars des Silbernen Zeitalters wurde.
Friedrich war mit dem Großherzog Carl August befreundet und begleitete diesen auf Reisen. 1813 wurde nach dem Übertritt Carl Augusts auf die Seite der Alliierten unter von Seebach ein Freiwilligenbataillon aufgestellt.
Sein Grab befindet sich im Erbbegräbnis auf dem Historischen Friedhof in Weimar. Der Grabstein an einer Wandstelle besagt, dass er Wirklicher Geheimrat, Oberstallmeister, Freund Carl Augusts und Goethes Amtskollege war. Er wird da auch für das Jahr 1813 als „Retter Weimars vor den Franzosen“ bezeichnet. Ihm gelang es mit den ihm unterstellten russischen Kosaken und österreichischen Dragonern, die Franzosen von Weimar abzudrängen. Einiges leistete hierbei allerdings auch Caspar von Geismar.
Er selbst kam in Gefechten zwischen den Franzosen und den Verbündeten am 22. Oktober 1813 in Bedrängnis, bei der seine Hündin Belotte ihm das Leben rettete. Im Sommer 1822 wurde inmitten des Gartens oder Wirtschaftshofes der Altenburg für sie ein Gedenkstein errichtet.

## Varia

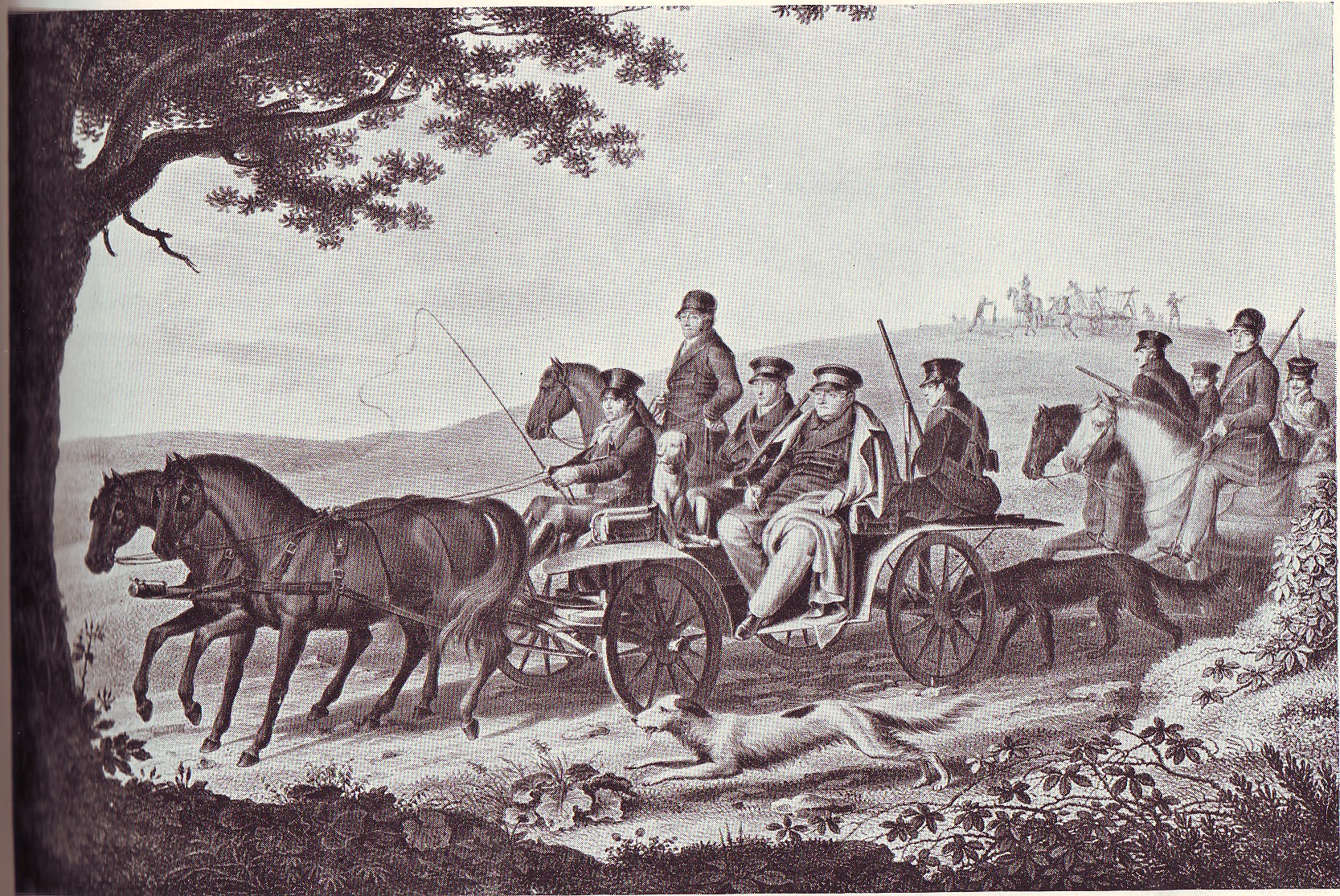
Jagdgesellschaft mit Großherzog Carl August von Sachsen-Weimar-Eisenach von Carl August Schwerdtgeburth

Es gibt eine Darstellung einer Jagdausfahrt Carl Augusts von 1825, die im Jahr 1831 Carl August Schwerdgeburth zeichnete. Die Jagddroschke des Herzogs begleiten auf der Farblithographie von Schwerdtgeburth: neben ihm in der Droschke sitzend General von Seebach, der Leibjäger Möbius auf dem Dienersitz hinten und der Landjägermeister von Fritsch zu Pferde. Hinter der Kutsche, welche der Leibkutscher Hake lenkt, folgen die Hunde und die weitere Jagdgesellschaft zu Pferde.